# 나카사토촌 (나가노현 가미미노치군)
나카사토촌(일본어: 中郷村)은 일본 나가노현 가미미노치군에 있던 촌이다. 현재의 이즈나정에 해당한다.

## 역사
- 1889년 4월 1일 - 정촌제 시행에 의해 4촌의 구역을 확장해 나카사토촌이 성립하였다.
- 1955년 4월 1일 - 다카오카촌과 합병해 무레촌(제2차)이 성립하여, 동일 나카사토촌은 폐지되었다.

## 교통

### 철도
- 일본국유철도
  - 신에쓰 본선

## 참고문헌
- 角川日本地名大辞典 20 長野県